# Gesundbrunnen (metropolitana di Berlino)
La stazione di Gesundbrunnen è una stazione della metropolitana di Berlino, sulla linea U8. È posta sotto tutela monumentale (Denkmalschutz).

## Storia
La stazione di Gesundbrunnen venne costruita come capolinea settentrionale della linea Gesundbrunnen-Neukölln («GN-Bahn») – successivamente denominata «linea D» e oggi «U 8».
La stazione entrò in esercizio il 10 aprile 1930 all'apertura della tratta da Gesundbrunnen alla stazione di Neanderstraße (oggi denominata «Heinrich-Heine-Straße»).
Il 5 ottobre 1977 venne attivato il prolungamento in direzione nord, da Gesundbrunnen a Osloer Straße.

## Interscambi
- Stazione ferroviaria (Berlin-Gesundbrunnen)[6]
- Fermata autobus